# Де ла Торре Вильяльпандо, Антонио
Анто́нио де ла То́рре Вильяльпа́ндо, (исп. Antonio de la Torre Villalpando; 21 сентября 1951, Мехико — 2 августа 2021) — мексиканский футболист, выступавший в 1970—1980-е годы на позиции полузащитника. В составе сборной Мексики — участник чемпионата мира 1978 года.

## Биография
Антонио де ла Торре — воспитанник УНАМ Пумас, в котором и началась его карьера на взрослом уровне в начале 1970-х годов. В 1974 году полузащитник, игравший на разных позициях, но чаще использовавшийся на правом фланге, перешёл в «Америку», в которой провёл самый продолжительный период в своей карьере. Вместе с «сине-кремовыми» де ла Торре в 1976 году впервые стал чемпионом Мексики. В 1977 году «Америка» выиграла Кубок чемпионов КОНКАКАФ. В начале 1978 года мексиканский клуб в трёх матчах сумел обыграть обладателя Кубка Либертадорес «Боку Хуниорс». Это стало возможным благодаря тому, что после первых двух игр не учитывалась разница забитых и пропущенных мячей (аргентинцы дома выиграли 3:0, «Америка» же сумела выиграть только 1:0). Дополнительная игра также прошла на поле «Америки» — стадионе «Ацтека». Мексиканцы в дополнительное время победили со счётом 2:1. Антонио де ла Торре отыграл без замен во всех трёх матчах.
В 1981 году де ла Торре на правах аренды выступал в США за команду NASL «Лос-Анджелес Ацтекс». С 1982 по 1984 год играл за «Пуэблу». В первом же сезоне опытный полузащитник помог этой команде впервые в истории стать чемпионом Мексики. С 1984 по 1988 год выступал за «Атлас» из Гвадалахары, где и завершил профессиональную карьеры в возрасте 37 лет.
За сборную Мексики Антонио де ла Торре выступал с 1972 по 1980 год, проведя 43 матча и забив один гол. Играл в двух отборчных турнирах к чемпионатам мира. В 1978 году поехал на Мундиаль в Аргентину, где сыграл в трёх матчах группового этапа. За свою работоспособность получил прозвище «Семь лёгких».
Умер 2 августа 2021 года в возрасте 69 лет.

## Титулы и достижения
- Чемпион Мексики (2): 1975/76, 1982/83
- Обладатель трофея Чемпион чемпионов: 1976
- Обладатель Кубка чемпионов КОНКАКАФ: 1977
- Обладатель Межамериканского кубка: 1977